# Italienische Handelsmarine

Handelsflagge mit den Wappen der Seerepubliken Venedig, Genua, Pisa und Amalfi

Die italienische Handelsmarine (Marina mercantile italiana) umfasst alle zivilen italienischen Handelsschiffe und Passagierschiffe.

## Bestand
Laut der italienischen Schiffseigner-Vereinigung Confitarma hatte die italienische Handelsmarine am 31. Dezember 2011 insgesamt 1.619 Schiffe über 100 BRZ, davon 307 Tanker, 245 Trockenfrachter und 463 Passagierschiffe, mit einer Gesamt-BRZ von 18.779.000. Damit lag sie im internationalen Vergleich auf dem 11. Platz, wobei sie sechs Billigflaggen vor sich hatte, darunter die von Panama und Liberia. Legt man als Kriterium das Schiffseigentum an, lag Italien auf dem 13. Platz.

## Reedereien
Bekannte italienische Reedereien sind Costa Crociere, eine Tochter der britisch-amerikanischen Carnival Corporation & plc, Grandi Navi Veloci, Grimaldi Lines, Micoperi, Moby Lines, Saipem und Tirrenia.
Corsica Ferries & Sardinia Ferries ist ein französisches Unternehmen, die Schiffe fahren unter italienischer Flagge. Die Mediterranean Shipping Company, eine der weltweit größten Containerschiff-Reedereien, und ihre Kreuzfahrtgesellschaft MSC Kreuzfahrten gehören der italienischen Familie Aponte, haben ihren Sitz jedoch in Genf.

## Geschichte

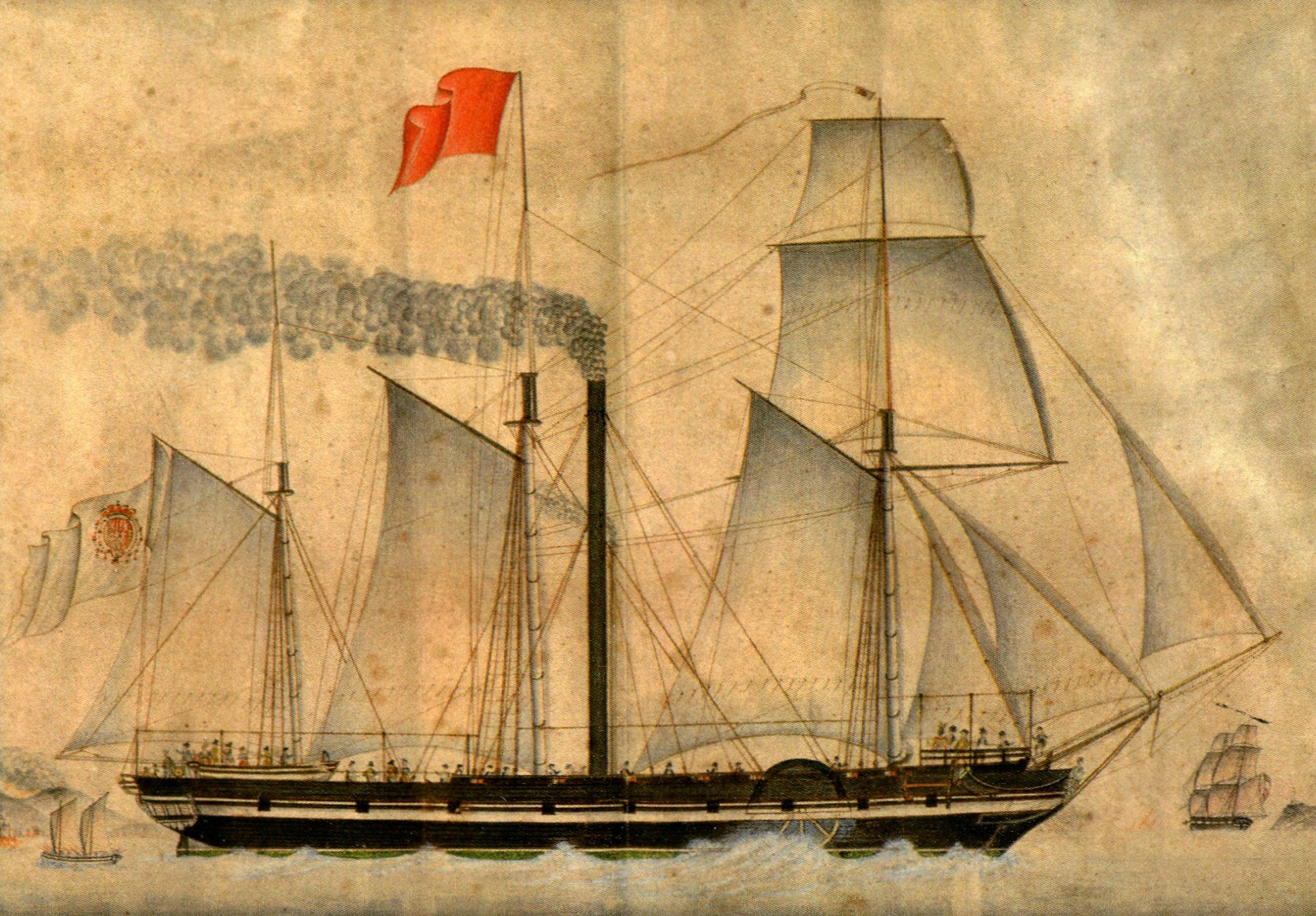
Die Ferdinando I, erstes Dampfschiff im Mittelmeerraum

### Ursprünge
Wie die heutige Handelsflagge zeigt, sieht sich die italienische Handelsmarine in der Nachfolge der Handelsflotten der alten italienischen Seerepubliken, insbesondere der vier größten: Venedig, Genua, Pisa und Amalfi. Die Geschichte dieser auf den Seehandel spezialisierten Republiken endete mit der napoleonischen Besetzung Italiens definitiv. Ab 1814 spielten im noch nicht geeinten Italien die Handelsmarinen der Königreiche Sardinien-Piemont und beider Sizilien eine bedeutendere Rolle. Venedig, Triest und Fiume gehörten noch zum Kaisertum Österreich und bildeten die Basis für dessen Handelsmarine. Reeder und Schiffbauunternehmen aus diesen drei Staaten trugen wesentlich zum Auf- und Ausbau der italienischen Handelsmarine bei. Besonders erwähnenswert sind die Reeder Raffaele Rubattino aus Genua und Vincenzo Florio aus Palermo sowie das genuesische Schiffbauunternehmen von Giovanni Ansaldo, aber auch die Orlando-Werft in Livorno, die das erste Eisenschiff im Mittelmeerraum baute. Charakteristisch für diese Epoche war der schrittweise Übergang vom Segelschiff zum Dampfschiff. Die von der Vigliena-Werft in Neapel gebaute und 1818 in Dienst gestellte Ferdinando I war das erste italienische Dampfschiff. Der kleine Dampfer Sicilia (828 BRT) fuhr 1854 von Palermo nach New York und zeigte damit das Potenzial dieses neuen Schiffstyps. Eine führende Rolle spielte in diesem Zusammenhang das Königreich beider Sizilien, dessen Handelsmarine im Jahr 1839 mit einer Gesamttonnage von 243.192 die drittgrößte in Europa war. In Pietrarsa bei Neapel entstand 1840 eine für den Schiffbau bedeutende Dampfmaschinenfabrik. Bereits 1836 hatte man in Neapel eine Dampfschifffahrts-Gesellschaft gegründet.

### Königreich Italien

Handelsflagge des Königreichs Italien mit dem Wappen der Savoyer

Was die Entwicklung der Handelsmarine des 1861 geeinten Landes wesentlich begünstigte, war die Eröffnung des Sueskanals im Jahr 1869 und der ersten Eisenbahntunnel in den Alpen (Mont-Cenis-Tunnel, Gotthardtunnel), die den Handel zwischen Mitteleuropa, Italien und Asien erleichterten, das Ende des Sezessionskrieges in den Vereinigten Staaten und der damit in Zusammenhang stehenden wirtschaftlichen Belastungen, die starke Auswanderung nach Nord- und Südamerika sowie der langsam einsetzende Touristenstrom von Nordamerika nach Italien. In dieser Zeit wurden etliche Reedereien gegründet, darunter die Lavarello-Reederei in Genua, die 1864 die erste Linienverbindung nach Südamerika einrichtete. Von besonderer Bedeutung war die Fusion der Reedereien Florio (Palermo) und Rubattino (Genua) zur Navigazione Generale Italiana (NGI) im Juli 1881. Das neue Unternehmen spezialisierte sich auf Nordamerika, war aber um die Jahrhundertwende mit seinen über 100 Schiffen auch auf den wichtigsten anderen Handelsrouten aktiv. 1904 wurde in Genua der Lloyd Italiano gegründet und 1906 in Turin mit Unterstützung des Königshauses Savoyen der Lloyd Sabaudo. Die Passagierschiffe dieser Unternehmen wurden in den folgenden Jahren überwiegend in Italien gebaut und zunehmend luxuriöser. Staatliche Subventionen und neue rechtliche Regelungen förderten diese Entwicklung. Ein Gesetz vom 31. Januar 1901 machte den skandalösen Zuständen auf italienischen Auswandererschiffen ein Ende.
Nachdem während des italienisch-türkischen Krieges 1911 und 1912 insgesamt 161 Dampfschiffe von der italienischen Kriegsmarine requiriert worden waren, kam es im Ersten Weltkrieg zu einer ersten Zäsur. Es wurden 580 Dampfschiffe eingezogen, von denen im Krieg 215 verlorengingen. Nach dem Ende des Krieges glichen ehemals österreichisch-ungarische Werften, Reedereien und Schiffe die Verluste wieder aus. Bedeutend waren die Reedereien Lloyd Triestino und Cosulich sowie die Werften Stabilimento Tecnico Triestino und Cantiere Navale Triestino.

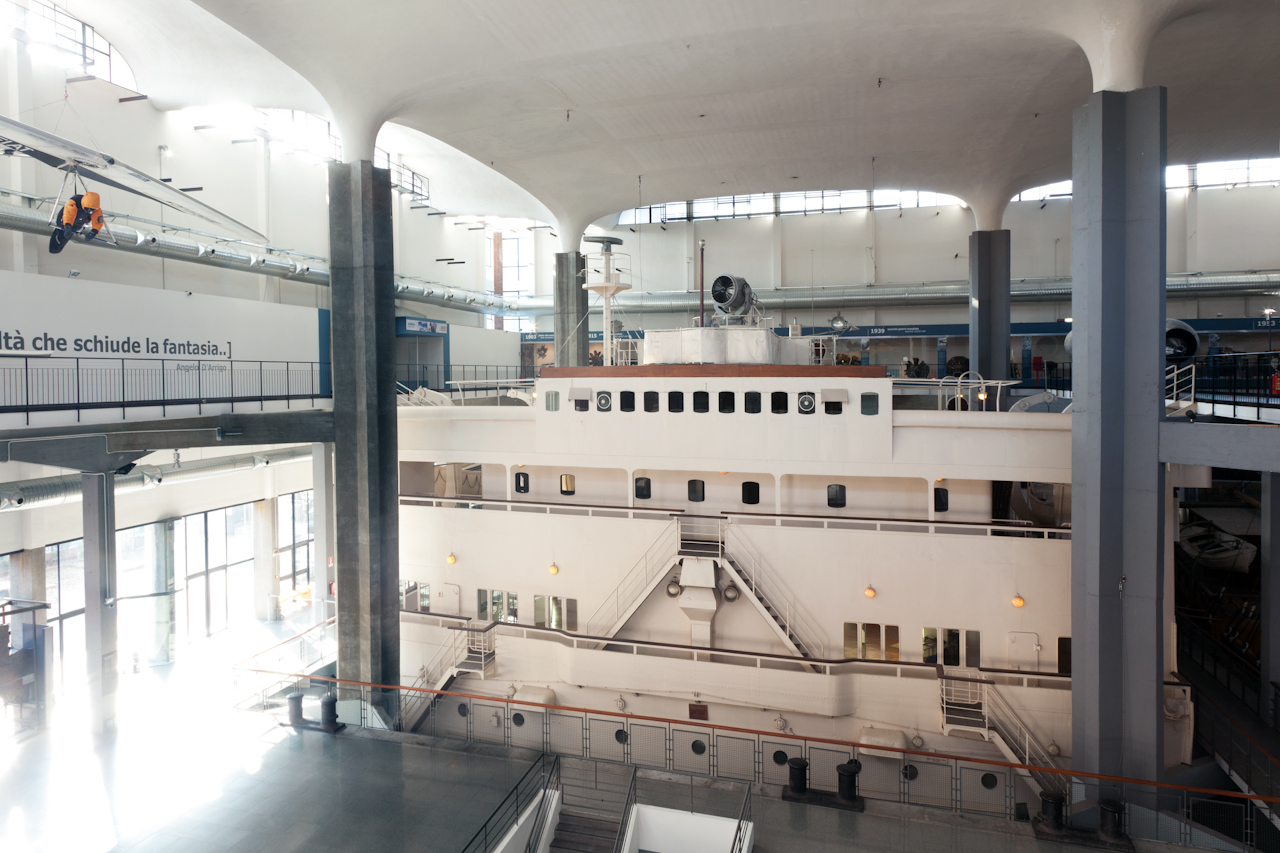
Kommandobrücke der Conte Biancamano in einem Technikmuseum in Mailand

In der Zwischenkriegszeit konnte die italienische Handelsmarine zunächst einen großen Aufschwung verzeichnen, der von der faschistischen Regierung auch aus Prestigegründen gestützt wurde. Sinnbild dieser Entwicklung waren mehrere luxuriöse Passagierschiffe, darunter die Roma und die Augustus und dann besonders die Rex, die 1933 auf der für die Passagiere klimatisch angenehmeren Südroute nach New York das Blaue Band holte. Bereits Mitte der 1920er Jahre rangierte Italien im Passagier- und Handelsschiffbau hinsichtlich der Gesamttonnage weltweit an zweiter Stelle nach dem Vereinigten Königreich. Lag die italienische Handelsmarine bei der Gesamttonnage im Jahr 1914 noch an achter Stelle, so war sie bis 1927 auf den vierten Platz vorgerückt, hinter den Handelsmarinen des Vereinigten Königreichs, der USA und Japans. Schwer zu kämpfen hatten die italienischen Reedereien mit der Weltwirtschaftskrise. Die Regierung intervenierte zwischen 1931 und 1937 mit einer Teilverstaatlichung und Rationalisierung etlicher Reedereien, ab 1936 meist unter der Regie der IRI-Finanzholdung Finmare (Società Finanziaria Marittima). Im Passagierverkehr hatte diese Konzentration das Ziel, große Reedereien wie in einigen anderen Staaten zu schaffen und Italien vor allem im prestigeträchtigen Nordatlantikverkehr konkurrenzfähiger zu machen:
Die Navigazione Generale Italiana, der Lloyd Sabaudo und die Cosulich-Reederei fusionierten zur Italia - Società di Navigazione, international besser bekannt unter dem Namen Italian Line. Am 1. Januar 1937 hatte das in Genua ansässige Unternehmen 48 Schiffe mit insgesamt 463.741 BRT. Ihr wurden die Linien zwischen Italien und dem amerikanischen Doppelkontinent zugewiesen.
Dem Lloyd Triestino in Triest schlug man die Marittima Italiana und die Società Italiana di Servizi Marittimi (SITMAR) zu. Am 1. Januar 1937 hatte diese Reederei 97 Schiffe mit insgesamt 615.461 BRT. Sie übernahm die Verbindungen zwischen dem Mittelmeer und Asien, Australien und Afrika.
Am 21. Dezember 1936 entstand in Neapel die Tirrenia di Navigazione, in der unter anderem die Reedereien Adria und Sarda di Navigazione aufgingen. Sie hatte 58 Schiffe mit insgesamt 159.014 BRT und übernahm die Linien im westlichen Mittelmeer, zwischen den wichtigsten italienischen Häfen, Tunesien, Spanien, Portugal und Nordeuropa.
Die 1932 in Venedig gegründete Compagnia di Navigazione Adriatica wurde 1936 mit den Reedereien San Marco, Costiera di Fiume, Nautica di Fiume, Zaratina und anderen zur Adriatica di Navigazione zusammengeschlossen (später von Tirrenia übernommen). Anfang 1937 zählte sie 41 Schiffe mit insgesamt 138.458 BRT. Ihr wurden die Liniendienste in der Adria, im östlichen Mittelmeerraum, ins Schwarze und Rote Meer bis nach Ostafrika übertragen.
Auch im Bereich der Frachtschifffahrt intervenierte der Staat, der Großteil blieb jedoch frei (Trampschifffahrt). Nach der Gründung des Mineralölunternehmens Agip im Jahr 1926 wurden in den 1930er Jahren Öltanker gebaut, auch für das Ausland. Für die staatliche Bananen-Handelsgesellschaft RAMB bestellte man Kühlfrachtschiffe der RAMB-Klasse. Mit der Patria, einem in Deutschland gebauten Vinnen-Schoner, erhielt die italienische Handelsmarine ein eigenes Schulschiff.

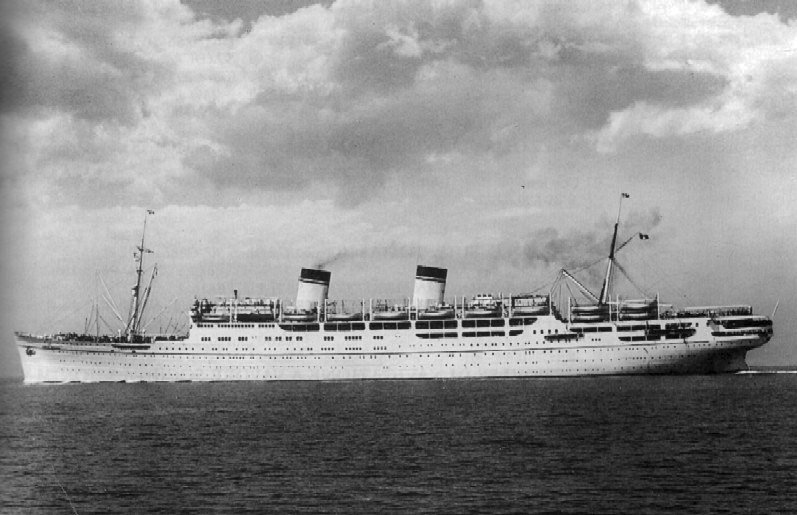
Die Conte Grande wurde 1942 von der US Navy in Brasilien erworben

Gemäß der rechtlichen Regelungen für den Kriegsfall nahm die Regierung die Handelsmarine ab 1935 wiederum in Beschlag. Für den Abessinienkrieg mussten fast 600.000 Menschen, über 16.000 Fahrzeuge und über 1,2 Millionen Tonnen Material nach Ostafrika gebracht werden. Bei Ausbruch des Zweiten Weltkriegs rangierte die italienische Handelsmarine nach denen des Vereinigten Königreichs, der USA, Japans, Norwegens und Deutschlands an sechster Stelle. Sie hatte 786 Schiffe über 500 BRT mit insgesamt 3.318.129 BRT, dazu kamen rund 1.000 Schiffe zwischen 100 und 500 BRT. Zum Zeitpunkt des italienischen Kriegseintritts am 10. Juni 1940 befanden sich 212 Schiffe (mit die größten und kriegsnotwendigsten, 1,2 Mio. BRT) außerhalb des Mittelmeeres, was Mussolini von der militärischen Führung mitgeteilt worden war. Diese Schiffe wurden interniert, eingezogen oder selbstversenkt. Bis zum 8. September 1943 stellte die Handelsmarine 204 Schiffe zusätzlich in Dienst (0,8 Mio. BRT) und verlor im gleichen Zeitraum 460 (1,7 Mio. BRT), davon viele bei Luftangriffen in Häfen. Im Krieg bestand die Hauptaufgabe der Handelsmarine darin, Militärverbände auf dem Balkan und insbesondere in Nordafrika zu versorgen sowie die Verbindungen zu den Mittelmeerinseln zu halten. In rund 4.500 Konvois transportierte sie bis zum Waffenstillstand von Cassibile im September 1943 über 1,2 Millionen Soldaten und rund 4,5 Millionen Tonnen Güter, wobei bei den Personentransporten neun Prozent Verluste zu verzeichnen waren und bei den Materialtransporten, je nach Art, zwischen 14 und (bei Treibstoffen) 29 Prozent. Von rund 25.000 registrierten Seeleuten der Handelsmarine kamen über 7.100 ums Leben. Im Mai 1945 verblieben nur noch 95 Handelsschiffe über 500 BRT mit insgesamt 336.810 BRT, also etwa zehn Prozent der Tonnage vom Juni 1940. Die italienischen Häfen waren größtenteils zerstört und die Küstengewässer stark vermint.

### Italienische Republik
In den ersten Nachkriegsjahren stand die Beseitigung der Kriegsschäden, die Räumung von Minen und das Heben von Schiffswracks im Vordergrund. Wegen der Fülle der Aufgaben wurde 1946 ein Handelsmarineministerium eingerichtet, das bis 1993 bestand. Zur notdürftigen Deckung des Bedarfs erhielt man von den Vereinigten Staaten zu sehr günstigen Konditionen über 100 Schiffe, darunter viele Liberty-Frachter, und erreichte die Rückgabe erbeuteter italienischer Schiffe.

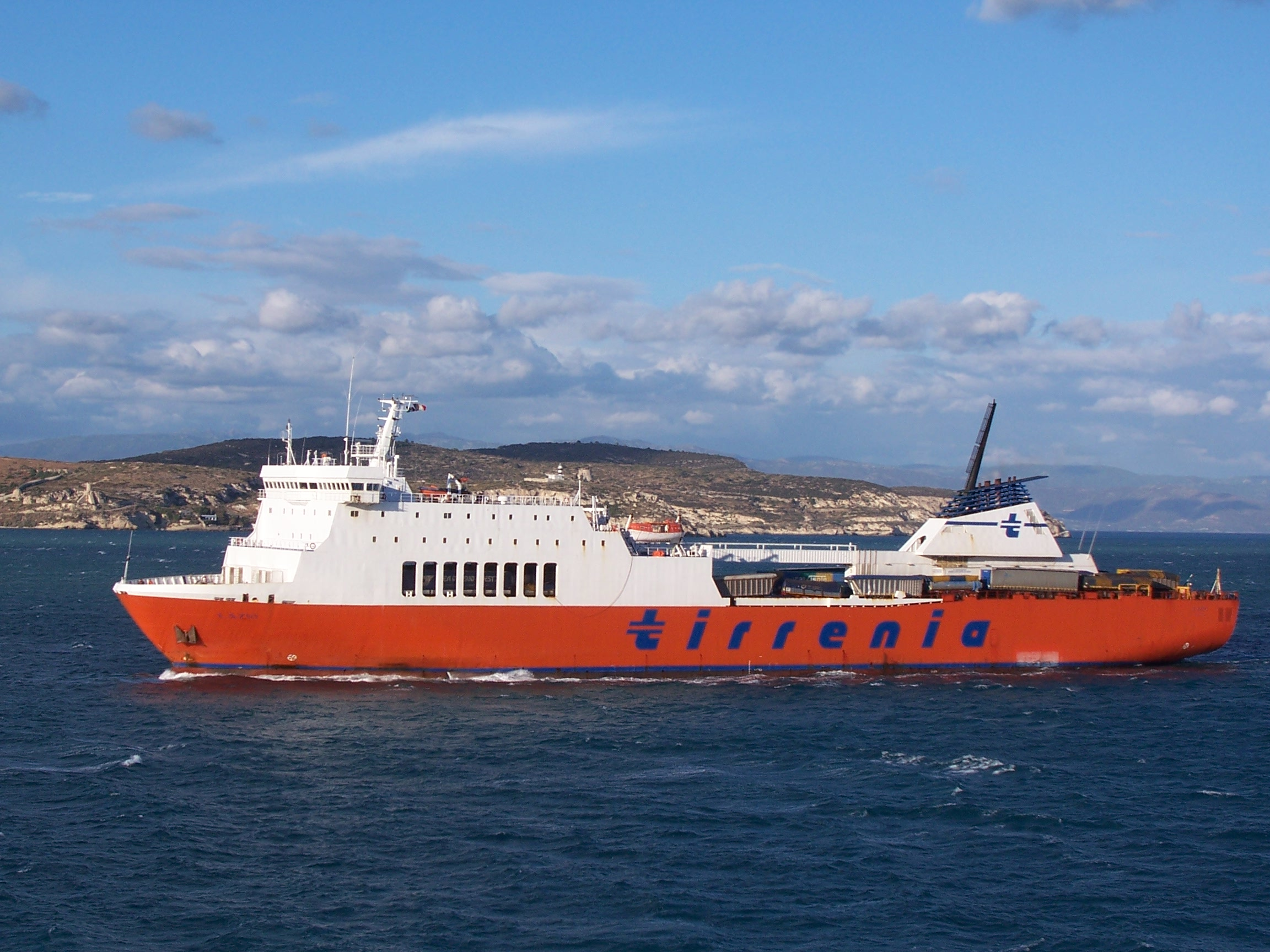
RoRo-Frachter Lazio der Tirrenia

Die italienische Schiffbauindustrie konnte bereits Anfang der 1950er Jahre im Bereich der Transatlantik-Passagierdampfer die Vorkriegsstandards übertreffen und mit den Schwesterschiffen Giulio Cesare und Augustus mit revolutionären Entwürfen überraschen. Schon in den 1960er Jahren konnten Schiffe dieser Art im Wettbewerb mit dem kommerziellen Flugverkehr nicht mehr bestehen, weswegen zu dieser Zeit noch in Dienst gestellte Liner wie die Michelangelo aufgelegt und dann auch als Wohnschiffe verwendet wurden. Die staatlichen Reedereien Italia di Navigazione und der Lloyd Triestino konzentrierten sich auf den Frachtverkehr, Tirrenia und Adriatica auf den Fährverkehr. Etliche private Reedereien mussten aufgeben, einigen wenigen gelang es jedoch, die schwierige Zeit zu überwinden und sich im Kreuzfahrt-, Tanker- oder Container-Geschäft zu etablieren. Costa Crociere bot bereits 1959 erste Kreuzfahrten in der Karibik an. Der Reeder und Politiker Achille Lauro, der im Zweiten Weltkrieg fast seine gesamte Flotte verloren hatte, ließ nach dem Krieg alte Frachter und zwei ehemalige Geleitflugzeugträger der Bogue-Klasse, Fencer und Atheling, zu Passagierschiffen umbauen und kam auf diesem Weg wieder zu einer 50-Schiffe-Flotte. Lauro, eine schillernde Persönlichkeit, war in seiner Heimatstadt Neapel außerordentlich beliebt und allgemein als Comandante bekannt. Von der Ölpreiskrise von 1973 erholte sich seine Flotta Lauro nicht mehr. Aus der Insolvenzmasse entstand 1982 die Lauro Line, die 1987 in StarLauro umfirmierte und von der Mediterranean Shipping Company übernommen wurde. Die Grimaldi-Brüder, die 1947 die Grimaldi Group (wieder) gründeten, waren Neffen Lauros. Einer von diesen gründete 1992 Grandi Navi Veloci (GNV), die nicht zur Grimaldi Group gehört.
Was von der traditionsreichen Italia di Navigazione noch übrig war, wurde im Zug der Auflösung der Staatsholding IRI und deren Finanzholding Finmare 1998 an die Reederei D’Amico verkauft. Diese war Anfang der 1930er Jahre von Massimo Ciro d’Amico und seinem Sohn Giuseppe für Holztransporte gegründet worden und nach dem Krieg mit zwei Liberty-Frachtern wieder entstanden. 2016 betrieb sie einige Aframax- und Suezmax-Tanker. Der Lloyd Triestino ging 1998 an Evergreen Marine. Den Reeder Gianluigi Aponte zog es nach Genf, wohin er bis auf die Società Navigazione Alta Velocità (SNAV) und die seit 2010 kontrollierte GNV auch den rechtlichen Sitz seiner Unternehmen verlagerte.

### Unglücke
Zwischen 1861 und 1946 verzeichnete die italienische Handelsmarine vier schwere Unglücke (ohne Kriegsverluste): Im Jahr 1888 kollidierte das Passagierschiff Sud America in der Bucht von Las Palmas de Gran Canaria mit einem französischen Schiff und sank, wobei 79 Menschen starben. 1906 lief der Passagierdampfer Sirio an der Südküste Spaniens auf ein Riff und kenterte. Von 822 Personen an Bord starben 442. Im Jahr 1927 verunglückte der Luxusdampfer Principessa Mafalda vor Brasilien, 312 Menschen kamens ums Leben. Der Passagierdampfer Orazio verunglückte Anfang 1940 vor Toulon, von über 600 Menschen an Bord verloren 106 ihr Leben.

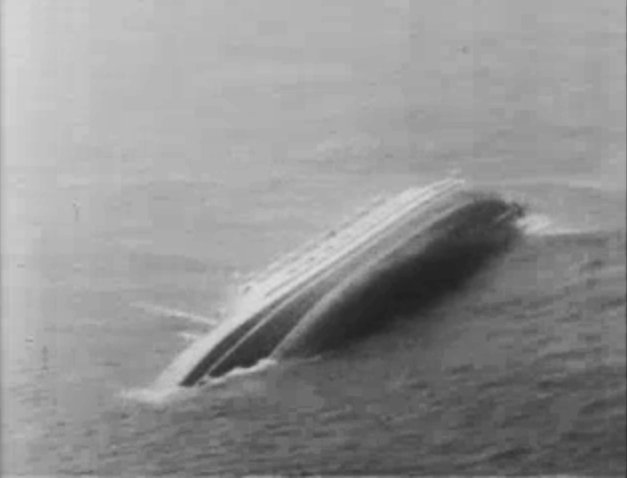
Untergang der Andrea Doria

Am späten Abend des 25. Juli 1956 kollidierte das Passagierschiff Andrea Doria auf dem Weg nach New York vor der Küste von Nantucket in dichtem Nebel mit dem Passagierschiff Stockholm. 46 der 1.706 Passagiere der Andrea Doria und fünf Besatzungsmitglieder der Stockholm starben. Die Andrea Doria kenterte und sank am folgenden Vormittag.
Der Frachter Marina di Equa (22.901 BRT) sank am 29. Dezember 1981 etwa 280 km nordwestlich von A Coruña in einem Orkan. Alle 30 Besatzungsmitglieder kamen ums Leben. Am 10. April 1991 kollidierte im Hafen von Livorno die Fähre Moby Prince mit dem Tankschiff Agip Abruzzo, wobei auf der Fähre 140 Personen dem Brand zum Opfer fielen. Das Kreuzfahrtschiff Achille Lauro geriet am 30. November 1994 vor Somalia in Brand und sank drei Tage später. Passagiere und Besatzung wurden evakuiert.
Am 13. Januar 2012 lief das Kreuzfahrtschiff Costa Concordia bei der Insel Giglio auf einen Felsen, schlug leck und wurde manövrierunfähig vom Wind in Richtung Insel gedrückt, wo es auf Grund lief und auf 65 Grad Schlagseite kippte. Der Unfall forderte 32 Todesopfer. Der Kapitän hatte einen fahrlässigen Kurs dicht unter Land gefahren und verließ nach dem Unfall das Schiff vorzeitig.
Das Containerschiff Jolly Nero prallte am 8. Mai 2013 gegen einen Kontrollturm im Hafen von Genua. Der 54 Meter hohe Turm sowie ein angrenzender Verwaltungsbau stürzten daraufhin ins Hafenbecken. Bei dem Unglück kamen insgesamt neun Menschen in dem Kontrollturm ums Leben, vier weitere wurden verletzt.
Auf der Fähre Norman Atlantic brach am frühen Morgen des 28. Dezember 2014 auf der Fahrt von Patras nach Ancona ein Brand aus. Wegen vermuteter blinder Passagiere ist die Zahl der Opfer unklar. Mindestens elf Personen starben auf See, zwei Seeleute starben bei den Bergeoperationen im Hafen von Brindisi, wohin man das schwer beschädigte Schiff geschleppt hatte. 18 Menschen gelten als vermisst.
In der Nacht vom 10. auf den 11. März 2019 brach auf dem ConRo-Frachter Grande America, der sich in der Biskaya auf dem Weg von Hamburg nach Casablanca befand, ein Feuer aus, das mit Bordmitteln nicht gelöscht werden konnte. An Bord des Schiffes befanden sich 26 Besatzungsmitglieder und ein Passagier, die evakuiert wurden. Die Grande America sank am 12. März.

## Ränge

### Offiziere
Die Rangabzeichen der Schiffsoffiziere in der italienischen Handelsmarine richten sich im Allgemeinen nach den Dienstgradabzeichen der italienischen Marine. Es gibt jedoch (insgesamt) weniger Ränge und andere Rangbezeichnungen. Nachstehend eine Übersicht der Ränge und Abzeichen der nautischen Offiziere (bei anderen Offizieren haben die Ärmeltressen einen andersfarbigen Rand; Versorgungsoffiziere hellrot, Technische Offiziere dunkelrot, Elektrotechnische Offiziere braun, Schiffsärzte weiß, Funkoffiziere grün)
| Ärmeltresse | Italienischer Rang    | Deutsche Bezeichnung (Anmerkungen) | Militärisches Äquivalent (Italien)                                 |
| ----------- | --------------------- | --- | ------------------------------------------------------------------ |
|             | Allievo ufficiale     | Offiziersassistent (Schiffe ab 500 BRZ) | Offizieranwärter (Aspirante Guardiamarina) (Fähnrich/Oberfähnrich) |
|             | Terzo ufficiale       | Dritter Offizier | Leutnant zur See (Guadiamarina) (Leutnant)                         |
|             | Secondo ufficiale     | Zweiter Offizier | Oberleutnant zur See (Sottotenente di Vascello) (Oberleutnant)     |
|             | Primo ufficiale       | Erster Offizier (Leitender Ingenieur bis 750 kW) | Kapitänleutnant (Tenente di Vascello) (Hauptmann)                  |
|             | Comandante            | Kapitän (Schiffe bis 3.000 BRZ) | Korvettenkapitän (Capitano di Corvetta) (Major)                    |
|             | Comandante in seconda | Stellvertretender Kapitän (staff captain) (auf Passagierschiffen über 20.000 BRZ) (Leitender Ingenieur bis 3.000 kW, Purser, Direttore sanitario/Schiffsarzt) | Korvettenkapitän (Capitano di Corvetta) (Major)                    |
|             | Comandante            | Kapitän (Schiffe von 3.000 bis 20.000 BRZ) | Fregattenkapitän (Capitano di Fregata) (Oberstleutnant)            |
|             | Direttore di macchina | Leitender Ingenieur (ab 3.000 kW; staff captain wenn davor bereits Kapitän auf über 20.000 BRZ)                                                               | Fregattenkapitän (Capitano di Fregata) (Oberstleutnant)            |
|             | Comandante            | Kapitän (Schiffe über 20.000 BRZ) | Kapitän zur See (Capitano di Vascello) (Oberst)                    |

In der italienischen Handelsmarine gab es bis 2008 unter anderem die Ränge Kapitän (Capitano) und Kapitän auf großer Fahrt (Capitano (superiore) di lungo corso), bei den technischen Offizieren unter anderem den Capitano (superiore) di macchina. Diese wurden im Zug von Reformen durch Bezeichnungen wie Comandante und Direttore di macchina ersetzt, wobei die jeweiligen Abzeichen unverändert blieben.
In den Reedereien, die zur ehemaligen Staatsholding Finmare gehörten, war Comandante superiore ein Ehrentitel für verdiente Kapitäne mit mindestens 26 Jahren Dienstzeit und mindestens zweijährigem Kommando über Schiffe mit mindestens 28.000 BRZ und mit Höchstgeschwindigkeit über 20 Knoten, die im transozeanischen Verkehr eingesetzt wurden. Er entsprach in etwa dem Kommodore oder dem Senior Captain.
Die Schiffskrone über den Streifen der Handelsmarine-Kapitäne entspricht einem Streifen bei den militärischen Dienstgradabzeichen. Demzufolge sind zwei Streifen und eine Schiffskrone äquivalent zu drei Streifen bei der italienische (Kriegs-)Marine. Im Vergleich mit den weltweit üblicheren vier Streifen für (Handelsmarine-)Kapitäne erlaubt das italienische System eine Differenzierung hinsichtlich der Schiffsgröße.

### Weitere Seeleute
Die Gesamtheit der Seeleute (Gente di mare) wird in drei Kategorien unterteilt: Zur 1. Kategorie gehören Deckspersonal, Maschinenpersonal, Mehrzweckpersonal und Sanitätspersonal; zur 2. Kategorie zählt insbesondere Versorgungs-, Küchen- und Touristik-Fachpersonal das in der Fahrgastschifffahrt tätig ist; die 3. Kategorie besteht aus den Seeleuten der Küstenschifffahrt und des Küstenfischereigewerbes. Seeleute der 1. und 2. Kategorie erhalten ein Seefahrtbuch (libretto di navigazione), die der 3. Kategorie (sowie Werft- und Hafenarbeiter) einfachere Ausweise. Das Äquivalent deutscher Seemannsämter ist in Italien bei den Hafenkapitänsämtern der Küstenwache angesiedelt.

Rangabzeichen Nostromo (Bootsmann)

Insbesondere für Mannschaften und Unteroffiziere der 1. und 2. Kategorie gibt es in den jeweiligen Rangstufen verschiedene Rangbezeichnungen, die sich meist am jeweiligen Berufsbild orientieren. Beim Deckspersonal sind die untersten Rangstufen Mozzo (Decksjunge), Giovanotto (Jungmann) und Marinaio (Matrose; mindestens 18 Lebensjahre, davon zwei auf See und davon eines im Decksdienst), die weiteren Ränge richten sich nach verschiedenen Berufsbildern. Der Bootsmann wird in der italienischen Handelsmarine Nostromo genannt, darüber kann es einen Primo nostromo geben, darunter gab es den Sotto-nostromo. Sicherheitsaufgaben an Bord können von der Schiffsführung an einen Unteroffizier mit der Bezeichnung Capitano d’armi (englisch Master-at-arms) delegiert werden, der hierarchisch auf einer Stufe mit dem (secondo) nostromo steht.
In der 2. Kategorie sind untere Rangbezeichnungen unter anderem Piccolo, Garzone (Garçon, Kellner) und Cameriere (Ober-/Kellner), zu denen weitere Rangstufen- und Fachbezeichnungen kommen können (Piccolo di camera/di cucina, Garzone di prima). An der Spitze der Hierarchie steht im Kreuzfahrtgeschäft der als Maggiordomo bezeichnete Maître d’hôtel, im Küchenwesen gibt es die übliche Küchenhierarchie bis zum Küchenchef, der Gastronomieleiter nennt sich Maestro di casa oder Food and Beverage Manager. Etliche Reedereien verwenden in dieser Kategorie statt der italienischen englische Begriffe.
Die Bildungsvoraussetzungen reichen bei Mannschaften und Unteroffizieren (unter Berücksichtigung des Seiteneinstiegs) vom Pflichtschulabschluss bis zur Hochschulreife mit mehrjähriger einschlägiger Berufserfahrung, zum Beispiel in Grand Hotels. In einigen Fällen ist der Abschluss einer technischen Fachoberschule mit Ausbildungsrichtung Seefahrt (ehemals Istituto tecnico nautico genannt) erforderlich, ansonsten sind für den Aufstieg in den nächsthöheren Rang Mindestborddienstzeiten oder entsprechende Lehrgangsabschlüsse nachzuweisen.